# 김태용 (소설가)
김태용(1974년 ~ )은 대한민국의 소설가이다. 숭실대학교 예술창작학부 문예창작전공 교수이다.

## 약력
2005년 《세계의문학》에 〈오른쪽에서 세번째 집〉을 발표하며 등단했다. 소설집 『풀밭 위의 돼지』, 『포주 이야기』,『음악 이전의 책』과 장편 소설 『숨김없이 남김없이』, 『벌거숭이들』, 『러브 노이즈』를  출간했다. 한국일보문학상, 문지문학상, 김현문학패를 수상했다. 소설 「풀밭 위의 돼지」는 영어로 번역된 이후 2014년 매사추세츠 리뷰에서 수여하는 카메츠키 번역상을 받았고, 2020년에는 프랑스어(『Cochon sur gazon』)로 번역, 출판되었다. 자끄 드뉘망(Jacques Denuitmain)이란 필명으로 시집 『뿔바지』, 『자연사』, 『16시:겨울말』을 출간했다. 음악가, 미술가, 연출가와 낭독 공연, 사운드 아트, 오디오극 등의 작업을 함께하며 『옆모습』 『줄리 한신의 음악 이전의 책』 『오디오극-프로메테우스』등의 음반을 발매했다. 2010년부터 2020년까지 서울예술대학교 문예학부 문예창작전공 교수로 재직했고, 2021년부터 숭실대학교 예술창작학부 문예창작전공 교수로 재직 중이다.

## 저서

### 소설집
- 《풀밭 위의 돼지》(문학과지성사, 2007)
- 《포주 이야기》(문학과지성사, 2012)
- 《음악 이전의 책》(문학실험실, 2018)
- 《확장 소설》(문학과지성사, 2022)

### 장편소설
- 《숨김없이 남김없이》(자음과모음, 2010)
- 《벌거숭이들》(문학과지성사, 2015)
- 《러브 노이즈》(민음사, 2021)

시집
- 《뿔바지》(울리포프레스, 2011)
- 《자연사》(울리포프레스, 2015)
- 《16시:겨울말》(안그라픽스, 2015)

음반
- 《옆모습》(manual, 2011)
- 《줄리 한신의 음악 이전의 책》(manual, 2013)
- 《오디오극-프로메테우스》(이오에디션, 2017)